# Storbron, Örebro

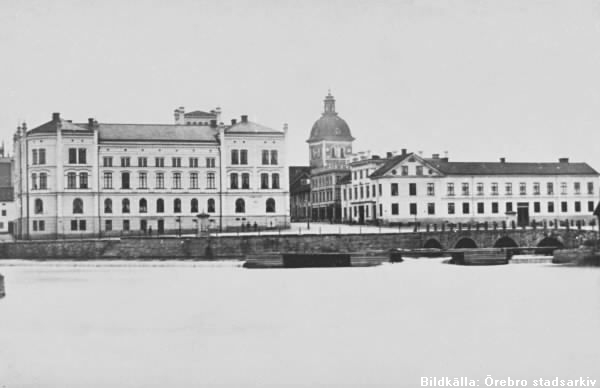
Storbron från 1791. Stora hotellet till vänster, Nikolaikyrkan med gamla tornhuven i mitten och Fenixhuset till höger. Bilden är tagen ca 1870.

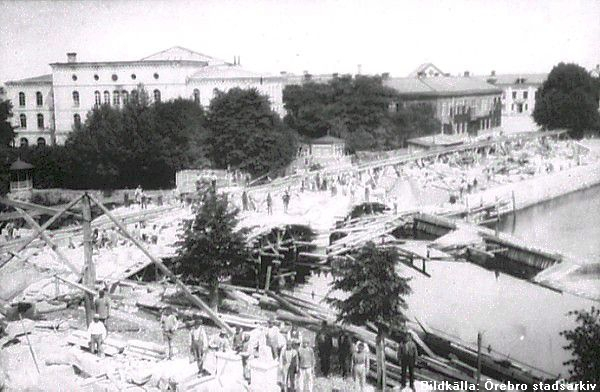
Nya Storbron under byggnation år 1883. Örebro Teater i bakgrunden.

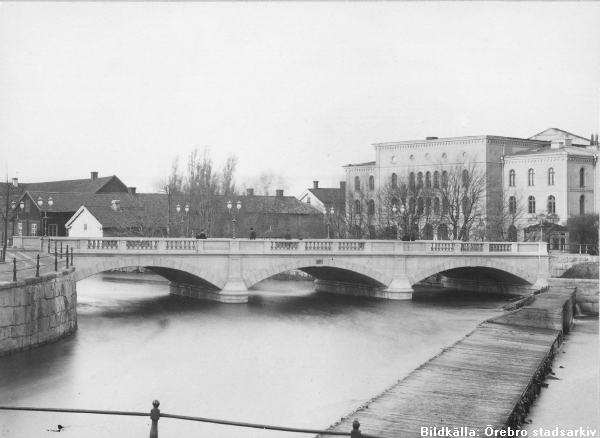
Dagens Storbron. Bilden är tagen år 1885. Örebro Teater i bakgrunden.

Storbron ligger i Örebros centrum, invid Örebro slott, just där den nord-sydgående grusåsen skär Svartån. Innan någon bro byggdes fanns här ett naturligt vadställe. Exakt när den första Storbron byggdes vet man inte, men redan under medeltiden fanns det någon form av bro, sannolikt med inte helt samma läge som dagens.

## Den medeltida "Örebron"
Redan på medeltiden fanns Bybron eller Örebron över Svartån. Dess södra fäste låg något österut jämfört med idag, men förloppet gick sedan något snett, så att dess norra fäste motsvarar dagens brofäste . Man fick betala en avgift - Brotullsmedel - vid passage.

## 1718: Storbro i trä
Johan Fredric Bagge berättar om åtta broar över Svartån. Om Storbron berättar han sålunda:
| ”                                                      | Den sjätte är den så kallade Storbron, belägen på Stora gatan, hvars öfre del är byggd av trä och väl stensatt, samt å ömse sidor försedd med gråmålade trä-ledstänger; hvilar på 3 st. fasta bro-kar af sten och säkra landfästen af samma ämne. | „ |
| – Ur J.F. Bagge: Beskrifning om upstaden Örebro (1785) | |   |

Denna första dokumenterade Storbro tillkom år 1718.

## 1791: Första bron i sten
Första Storbron i sten tillkom 1791. Redan år 1866 hade man noterat att bron på flera sätt hade börjat ge vika. Värst var det vid islossningen på vårarna. Man försökte på olika sätt förstärka bropelare och andra svaga punkter. I maj 1881 gjordes en stor undersökning av bron. Det nordliga valvet hade då sjunkit oroväckande, varför man fick stänga av bron från all trafik. En provisorisk gångbro byggdes något väster om den stängda bron.

## 1884: Nuvarande Storbron
I november 1881 beslutade Stadsfullmäktige att uppföra en ny bro. Den fick en större bredd än den gamla, och ett något ändrat läge, varför man fick bygga om dammen nedanför. Dessutom byggdes stenkajer i anslutning till bron. I september 1884 avsynades den nya bron. Den senaste större reparationen utfördes 1986.